# Bastian Steppin
Bastian Steppin (* 5. Dezember 1990 in Schwerin) ist ein deutscher Volleyballspieler.

## Karriere
Bastian Steppin ist der Sohn der ehemaligen Volleyball-Rekordnationalspielerin Ute Steppin. Er begann 2008 seine Volleyball-Karriere und spielte zunächst in seiner Heimatstadt beim Schweriner SC. Nach einem Jahr am Landesleistungszentrum Mecklenburg-Vorpommern wechselte er zum Regionalliga-Absteiger SV Fortschritt Neustadt-Glewe. Von 2010 bis 2011 legte Steppin bei der Bundeswehr seinen Grundwehrdienst ab. Im Sommer 2011 wechselte Steppin zum US-Erstligisten University of Mount Olive. Die Spieler der University of Mount Olive spielen in der Conference Carolinas, die eine Unterliga der NCAA ist. National sind die University of Mount Olive Trojans als NCAA-DIV-I-Volleyballteam gelistet, spielen jedoch auf Grund der geringen Anzahl von DIV-I-Mannschaften in einer DIV-II-Conference gegen Erst- und Zweitligisten. Seit der Saison 2013–2014 ist die Conference Carolinas voll in das NCAA-DIV-I-Ligasystem integriert und erhält ein automatic bid für das Final-Four Tournament. Seit 2014 spielte Bastian Steppin für die Division I Club Mannschaft der California State University Long Beach. Long Beach spielt in der SCCVL (Southern California Collegiate Volleyball League), der höchsten Amerikanischen Club Volleyball Liga.
Seit 2016 spielt er bei der Volleyballmannschaft von Eintracht Frankfurt.